# Enriqueta Cantero Cantero
Enriqueta Cantero Cantero (1932-2005) fou una líder feminista al barri de Sant Ildefons de Cornellà de Llobregat, on va instal·lar-se procedent d'Andalusia.
Va néixer l'any 1932 a Lucena, un poble de Còrdova. Era filla d'una família republicana. La revolta militar contra la República li va canviar la vida: la mare, que tenia un càrrec polític a l'Ajuntament de Lucena, va ser empresonada fins al final de la Guerra. Ella va haver d'assumir responsabilitats familiars, però va poder aprendre a llegir una mica amb llibres de la seva mare. Als 20 anys es va casar i va marxar a Sevilla. Va treballar als camps d'arròs i en una fàbrica d'olives fins que, per iniciativa seva, van emigrar amb una filla i dos fills. L'any 1962 es van instal·lar al barri de Sant Ildefons, que s'estava construint. Va treballar en el servei domèstic, va fer d'empaquetadora en una empresa de publicitat i, quan va tenir un altre fill, es va endur la feina a casa fins que, el 1976, es va dedicar a la venda ambulant i, posteriorment, va muntar una botiga.
Encarava les dificultats amb la fortalesa i l'empenta apreses de la seva mare i va esdevenir una de les protagonistes més reconegudes de les mobilitzacions que van fer possible la vida en un entorn arrasat per l'especulació immobiliària. La lluita per impedir que es fessin blocs allà on volien escoles o la plantada de flors que va iniciar, entre d'altres, van fer d'ella un referent estimat tant a l'Associació de Veïns i veïnes, com a les mobilitzacions per aconseguir serveis bàsics. Va donar suport a les vagues obreres de la comarca i quan van detenir un dels seus fills, va moure mans i mànigues fins que el va treure de la presó. Va lluitar per la consecució d'ajuntaments democràtics i va participar en l'Assemblea Democràtica de Cornellà.
Sempre va estar pendent de les mancances de Sant Ildefons i dels altres dos barris de Cornellà on va viure. Va ser una reivindicadora constant de les escoles bressol i va participar en els espais de dones fins al final de la vida. Va morir el 2005; aquell any, acompanyada de la seva filla, no va voler faltar a la celebració del 8 de març a Cornellà.